# Orange Days
Orange Days (Japonés: オレンジデイズ, Orenji Deizu, en español: Días naranjas) es un drama japonés de 2004 que se transmitió por TBS en Japón.

## Sinopsis
Yuuki Kai (Tsumabuki) es su último año en la universidad estudiando psicología del bienestar social y tratando de encontrar un trabajo. Un día, se encuentra con una chica, Hagio Sae (Shibasaki), tocar el violín, y se convierte en intrigado. Con el tiempo se descubre que ha perdido a su audiencia, y ahora solo puede comunicarse mediante el lenguaje de señas japonés. Antes de revelar lo que piensan el uno del otro, Sae y Kai debe superar muchos obstáculos. Ambos se hacen más fuertes a lo largo del camino, la búsqueda de sus objetivos.

## Reparto
- Satoshi Tsumabuki es Kai Yuuki - protagonista
- Kou Shibasaki es Sae Hagio - heroína
- Manami Konishi es Maho Takagi - novia de Kai, estudiante de postgrado
- Hiroki Narimiya es Shohei Aida - amigo de Kai
- Eita es Keita Yashima - amigo de Kai
- Miho Shiraishi es Akane Ozawa - amigo de Sae
- Yu Yamada es Soyoko Saeki - una de las novias de Shohei
- Jun Fubuki es Yuriko Hagio - la madre de Sae
- Fumiyo Kohinata es Profesor Sakaida
- Juri Ueno es Ayumi Kirishima - la hermana menor de Shohei
- Ikki Sawamura es Haruki Fujii - pianista, amigo de la infancia de Sae
- Takashi Kashiwabara es Sano
- Masaru Nagai es Toru Kakizaki - violinista que había pertenecido a la misma orquesta como Sae
- Eriko Sato es Arisa - una de novia de Shohei
- Ken Mitsuishi es Iwasaki